# 内藤如安
内藤 如安（ないとう じょあん） / 内藤 忠俊（ないとう ただとし）は、戦国時代から江戸時代前期の武将。
如安はキリスト教の洗礼名ジョアンの音訳名で、諱は貞弘（さだひろ）、忠俊（ただとし）。小西飛騨守とも称す。熱心なキリシタンとして知られ、また茶人としても名高い。丹波国の在地領主としてはじまり、小西行長に仕えた後浪人し、最後はキリシタン追放令によりマニラへ追放された。

## 生涯

### 出自
天文19年（1550年）頃、三好氏重臣である松永久秀の弟・松永長頼の息子として生まれる。
父・長頼は畿内で強盛を誇った三好長慶の下、部将として活躍し、丹波守護代である内藤国貞の娘婿となっていた。天文22年（1553年）に国貞が討死すると、長頼は内藤氏の居城・八木城（船井郡）に入り、子・千勝（貞勝）を内藤氏の家督として、その後見を務めた。この後、貞勝が内藤家当主として備前守の官途を名乗っていたが、永禄5年（1562年）には長頼が内藤備前守宗勝と名乗って当主の座についていた。
三好氏による丹波支配を任された長頼は、永禄2年（1559年）12月には波多野元秀の八上城（多紀郡）を陥落させ、黒井城（氷上郡）の赤井時家・荻野直正（赤井直正）父子も播磨国三木へと追って、丹波平定を成し遂げた。しかし、赤井時家や荻野直正は徐々に勢力を回復させていき、永禄8年（1565年）8月、長頼は荻野直正によって討ち取られた。
また、この年の春、如安はルイス・フロイス、またはガスパル・ヴィレラによりキリスト教に入信している。

### 足利義昭・織田信長との関わり
長頼死後の三好家では、永禄8年（1565年）11月より、如安の伯父・松永久秀と三好三人衆との間で抗争が始まっており、翌永禄9年（1566年）2月には松永孫六の守る八上城が波多野氏によって奪い返された。桑田郡や船井郡における内藤氏の影響力も低下しており、同年4月、同地に荘園を持つ姫宮岡御所（大慈光院宮、後土御門天皇第一皇女）は、その所領回復を内藤氏でなく波多野氏に命じている。
永禄11年（1568年）9月、将軍・足利義昭を奉じて織田信長が上洛すると、永禄12年（1569年）4月、如安は織田信長の後ろ盾により姫宮岡御所領である佐伯荘（亀岡市）の代官職を認められた。また同じ月に、宇津氏により押領されていた八木城周辺の10カ村が、信長の命で如安の管轄とされている。
この頃、如安は丹波守護代の官途である「備前守」でなく「五郎」を名乗っており、守護代家の当主であったかは明らかではないが、織田権力の後援の下で徐々に勢力を拡大していった。
織田信長と足利義昭が対立するようになった元亀4年（1573年）3月、如安は摂津・丹波の池田氏や塩川氏、宇津氏、下田氏とともに義昭の警固のため上洛した。この時、如安は2,000の兵を率いていたとされる。また、上洛した如安は「備前守」を称しており、この時には内藤氏の惣領の地位にあったと考えられる。
信長との対決間近となった義昭は、上京にある自らの城館の放棄をほのめかして、如安に丹波の城を提供するよう求めたが、如安は義昭の軽挙をたしなめ信長の敵とならないよう助言したという。しかし、信長との戦いを選んだ義昭は槇島城へと移り、信長軍に敗れて追放された（槇島城の戦い）。この頃、如安は細川藤孝を通じて信長とも連絡を取っており、義昭とは行動を共にしなかった。
この後、天正2年（1574年）に、如安はルイス・フロイスとロレンソ修道士を丹波に招いており、この時、八木城にいたことが確認できる。
天正3年（1575年）6月、織田信長は元亀4年（1573年）以来出頭してこないとして内藤氏と宇津氏の討伐を掲げ、明智光秀を丹波に派遣した。この頃の如安の動静は不明だが、光秀による攻撃、あるいは退城勧告などにより八木城は光秀の手に渡ったと考えられる。

### 丹波出国以後

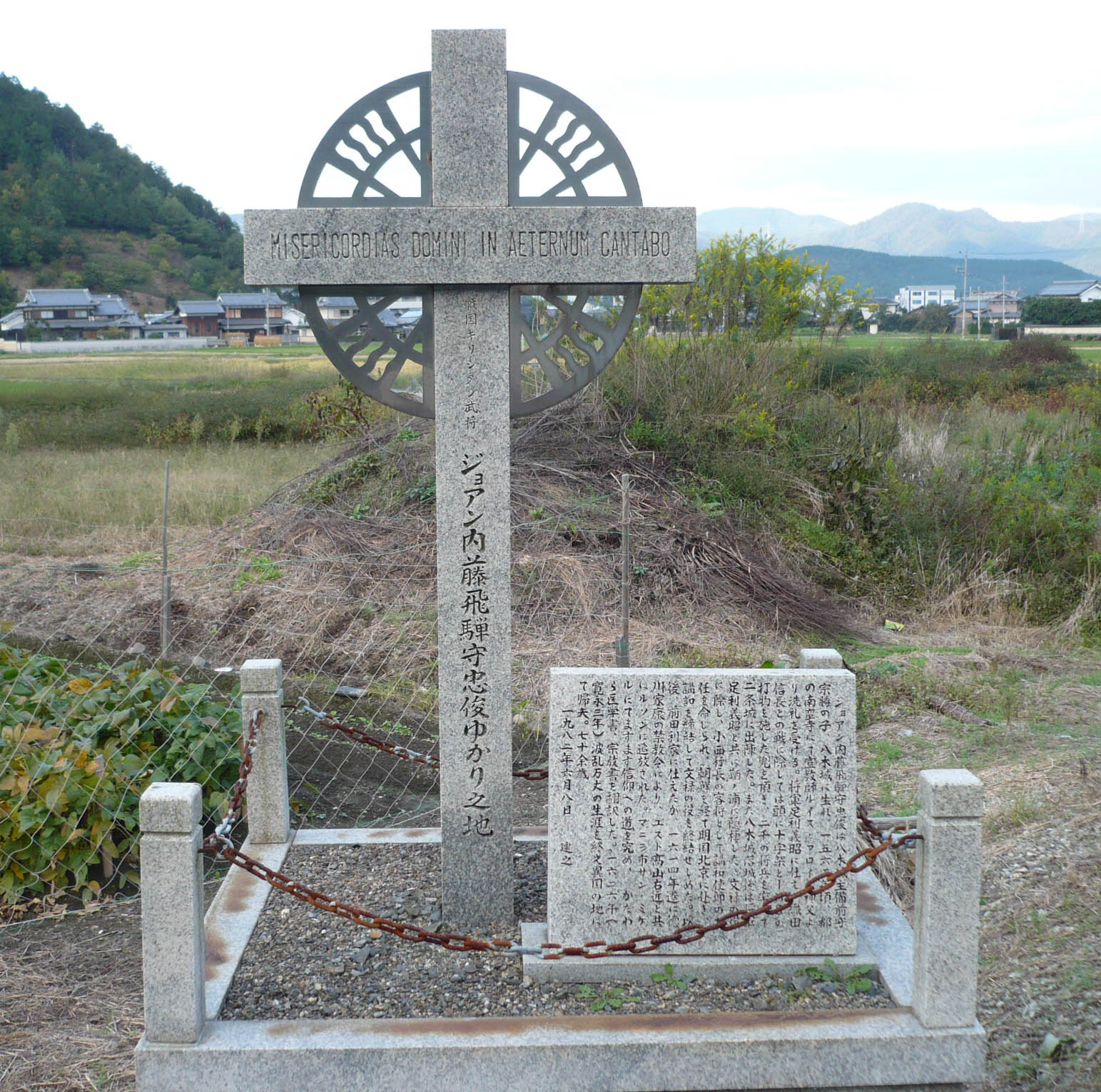
八木町（現南丹市）に建つ内藤如安の記念碑

如安はこの後、天正9年（1581年）4月には備後国鞆の足利義昭のもとにいる。
その後、肥後国で小西行長に仕え、重臣に取り立てられた。天正18年（1590年）、肥前国有馬で行われたコエリョの葬儀に行長の名代として参加しており、この頃から小西姓を名乗っている。
天正20年（1592年）に始まる文禄の役では、如安は明との和睦交渉の使者となり、北京へ赴いて万暦帝に拝謁した。この時、如安は小西飛騨守と名乗っており、当時の朝鮮の高官・柳成竜が記した『懲毖録』では「小西飛」と表記されている。
慶長5年（1600年）9月、主君・行長は関ヶ原の戦いで西軍として戦い、処刑された。行長が支配した肥後南部は加藤清正の支配下に置かれ、キリシタンを含む小西旧臣たちも清正に召し抱えられたが、清正はキリシタンたちに棄教を迫った。このため、如安は肥後を離れることとなる。
慶長8年（1603年）頃、如安は加賀前田家に客将として迎えられ、4,000石を与えられた。前田家にいたキリシタン・高山右近の執り成しによるとされる。
慶長18年（1613年）12月、徳川幕府より伴天連追放令が出された。翌慶長19年（1614年）1月、如安は妻や4人の子、長男トマスの子4人や高山右近らと共に近江国坂本へ移送され、その後長崎に移された。同年9月24日、如安は高山右近や妹のジュリアたちと共にルソン島のマニラに追放された。到着先のマニラでは礼砲とともに迎えられるなど、総督らによる手厚い歓迎を受けた。
寛永3年（1626年）、如安は死去した。マニラの聖ヴィンセント・デ・ポール・パリシュ教会に終焉の地の記念碑が建てられている。如安が縁となり、八木城のあった旧・八木町とマニラは姉妹都市となった。八木町合併後の南丹市も姉妹都市提携を継続している。

## 家族・一族
如安の母は禅宗の信徒で、元亀3年（1572年）以前に、都またはその付近で仏僧に殺害された。如安の母を殺害した仏僧の長はイエズス・マリアの名を唱えながら刑死し、これにより丹波でキリスト教への熱意が高まったという。如安の母の葬儀にあたり、如安の家臣たちは慣例通り、禅宗寺院である大徳寺へ進物を贈呈するよう求めたが、如安はそれを行わず、母が殺害された日に八木城下に貧者たちを招いて喜捨を行った。
如安の兄弟として兄の玄蕃が確認できる。玄蕃は1573年6月7日（旧暦5月8日）にルイス・フロイスから受洗し、ジュリアンという洗礼名を与えられた。
天正9年（1581年）のフロイスの記述によると、越前にジョアンの兄「コバドノ」（松田毅一は玄蕃とする）がおり、この前年に戦死したという。コバドノには16、7歳の息子がいて、8年前（1573年）にフロイスから洗礼を受けて、ベントと名乗っていた。コバドノとベントは織田信長の家臣である柴田勝家に仕えており、足利義昭方の如安とは道を違えていたことになる。また、ベントは母と弟2人、妹1人を丹波から越前に招いており、この頃まで丹波に内藤一族がいたことがわかる。
近世の史料には、明智光秀に攻められた際の八木城主の側近として八木玄蕃貞成の名があるが、如安の兄・玄蕃はフロイスの記録に「ゲンバ」とだけあって姓は記されておらず、八木姓かどうかは確かではない。
如安にはキリシタンの弟もおり、元亀4年（1573年）に如安が上洛した際、足利義昭へ人質として差し出されている。
如安を支えた一族として内藤貞信がいる。官途は土佐守。元亀4年（1573年）3月、上洛した如安は上京の阿弥陀寺に寄宿し、同寺に書状を出しているが、それに対する添状を貞信が発給している。1573年5月27日（旧暦4月26日）付のルイス・フロイス書簡によると、貞信（内藤土佐殿）は2,000俵（1,000石）の俸禄を持ち、如安の家を治めていたという。貞信は元は熱心な禅宗の信徒で、同年5月21日（旧暦4月20日）、フロイスより受洗しトマスという洗礼名を得た。
また、如安と対立した内藤一族として内藤貞虎の名が見える。如安が当初、足利義昭・織田信長に付いたのに対し、貞虎は義昭・信長と対立する細川京兆家の細川六郎（昭元）に従っていた。細川京兆家は丹波の守護であり、丹波守護代の内藤氏はその内衆だった。永禄12年（1569年）3月、貞虎は六郎と共に播磨に下向しており、反信長方として結集するよう、荻野直正に書状を送っている（「赤井文書」）。